# 周原 (嘉靖進士)
周原（1486年—？年），字惟一，順天府大興縣民籍，浙江鄞縣人。明朝政治人物。

## 生平
治《易經》，嘉靖元年順天府鄉試第三十七名舉人，年三十八歲中式嘉靖二年（1523年）癸未科會試第一百三十名，第三甲第一百二十四名進士。

## 家族
曾祖周斅和。祖父周囗。父周説。母张氏。严侍下。兄周夔、弟周微，贡士；周满。